# Portret Arnolfinijev
Portret Arnolfinijev (ali Poroka Arnolfinijev, Arnolfinijeva poroka, Portret Giovannija Arnolfinija in njegove žene ali drugi naslovi) je oljna slika iz leta 1434 na hrastovi tabli staronizozemskega slikarja Jana van Eycka. Oblikuje celopostavni dvojni portret, za katerega verjamejo, da prikazuje italijanskega trgovca Giovannija di Nicolaa Arnolfinija in njegovo ženo, verjetno v njuni rezidenci v flamskem mestu Brugge.
Zaradi svoje lepote, zapletene ikonografije , geometrijske pravokotne perspektive  in razširitve slikovnega prostora z uporabo ogledala velja za eno najbolj izvirnih in najbolj zapletenih slik v zahodni umetnosti. Po besedah Ernsta Gombricha je bilo »po svoje tako novo in revolucionarno kot Donatellovo ali Masacciovo delo v Italiji. Preprost kotiček resničnega sveta je bil nenadoma pritrjen na tablo, kot po čarovniji ... Prvič v zgodovini je umetnik postal popolni očividec v pravem pomenu izraza«. Erwin Panofsky in nekateri drugi umetnostni zgodovinarji so portret obravnavali kot edinstveno obliko zakonske zveze, posneto kot slika. Van Eyck jo je leta 1434 podpisal in datiral, z Gentskim oltarjem istega umetnika in njegovega brata Huberta pa je najstarejša zelo znana tabla, ki je bila naslikana v olju in ne v temperi. Slika je bila stoletja v lasti španskega kralja Ferdinanda VII., po anglo-španski vojni (1796-1802) je bila v lasti angleškega vojaka, od katerega je, leta 1842, slavno sliko odkupila Narodna galerija v Londonu. 
Van Eyck je s tehniko nanašanja več plasti tankih prosojnih glazur ustvaril sliko z intenzivnostjo tako tona kot barve. Žareče barve prav tako pomagajo poudariti realizem in pokazati materialno bogastvo in bogastvo Arnolfinijevega sveta. Van Eyck je daljši čas sušenja oljne barve v primerjavi s temperami izkoristil za mešanje barv z barvanjem mokro na mokro, da bi dosegel subtilne razlike v svetlobi in senci, da bi povečal iluzijo tridimenzionalnih oblik. Tehniko mokro na mokrem, znano tudi kot alla prima, so močno uporabljali renesančni slikarji, vključno z Janom van Eyckom. Sredstvo oljne barve je tudi Van Eycku omogočilo, da je zajel videz površine in natančno ločil teksture. Učinke neposredne in razpršene svetlobe je upodobil tudi s prikazom svetlobe iz okna na levi strani, ki jo odbijajo različne površine. Predlagano je bilo, da je s povečevalnim steklom naslikal najmanjše podrobnosti, kot so posamezni poudarki na vsaki oranžni kroglici, ki visi ob ogledalu.
Iluzionizem slike je bil izjemen za tisti čas, deloma zaradi upodobitve detajlov, predvsem pa zaradi uporabe svetlobe za vzbujanje prostora v notranjosti, zaradi »povsem prepričljive upodobitve sobe in ljudi, ki so v njej«. Ne glede na pomen, ki je pripisan prizoru in podrobnostim, o tem je bilo veliko razprav, je slika, po Craigu Harbisonu, »edina severna tabla 15. stoletja, ki je ohranjena, v kateri so sodobniki umetnika prikazani v neki akciji, v sodobni notranjosti. Prav mamljivo je, da bi temu rekli prva žanrska slika - slika vsakdanjega življenja - sodobnega časa«.

## Opis
Slika je na splošno v zelo dobrem stanju, čeprav z majhnimi izgubami originalne barve in poškodbami, ki so bile večinoma retuširane. Infrardeči reflektogrami slike kažejo številne majhne spremembe ali pentimento v podrisu: na obeh straneh, v ogledalu in drugih elementih. Par je prikazan v dvignjeni sobi s skrinjo in posteljo v njej v začetku poletja, kot kaže sadje na češnji zunaj okna. Soba je verjetno delovala kot sprejemna soba, saj je bil v Franciji in Burgundiji običaj, da so postelje v sprejemnih sobah uporabljali kot sedeže, razen na primer, ko je mama z novim dojenčkom sprejemala obiskovalce. Okno ima šest notranjih lesenih kril, a le zgornja odprtina ima steklo, z jasnimi kosi bikovskih očes v modrem, rdečem in zelenem vitražu.
Obe figuri sta zelo bogato oblečeni; kljub sezoni so ta vrhnja oblačila, njegov telovnik in njena obleka, okrašena in v celoti podložena s krznom. Krzno je zanj lahko še posebej draga soboljevina, zanjo pa hermelin ali miniver. Nosi klobuk iz pletene slame, pobarvane v črno, kot so ga takrat pogosto nosili poleti. Njegov telovnik je bil bolj vijoličen, kot se zdi zdaj (saj so pigmenti sčasoma zbledeli) in je morda namenjen svilenemu žametu (še en zelo drag material). Spodaj nosi dublet vzorčastega materiala, verjetno svilen damast. Njena obleka je na rokavih dodelano razbrazdana (tkanina, zložena in sešita, nato okrašena) in ima dolgo vlečko. Njeno modro spodnje perilo je prav tako okrašeno z belim krznom.
Čeprav ženska navadna zlata ogrlica in prstani, ki jih nosi edini vidni nakit, bi bili obe obleki izjemno dragi in bi jih sodobni gledalec cenil kot take. V njunih oblačilih (zlasti moških) je lahko zadržan element, ki ustreza njegovemu trgovskemu statusu - portreti aristokratov ponavadi kažejo zlate verige in bolj okrašeno blago, čeprav »zadržane barve moških oblačil ustrezajo tistim, ki jim daje prednost vojvoda Fillip Burgundski«.
Notranjost sobe ima še druge znake bogastva; medeninasti lestenec je velik in dovršen po sodobnih standardih in bi bil zelo drag. Verjetno bi imel zgoraj mehanizem s škripcem in verigami, da bi ga spustili za upravljanje sveč (morda na sliki izpuščen zaradi pomanjkanja prostora). Konveksno ogledalo zadaj, v lesenem okvirju s prizori pasijona, poslikanih za steklom, je prikazano večje, kot bi taka ogledala dejansko lahko bila narejena tisti čas - še en diskreten odmik od realizma van Eycka. Prav tako ni znakov kamina (tudi v ogledalu) in ni nikjer očitno, da bi ga postavili. Tudi pomaranče, ki so ležerno postavljene na levo, so znak bogastva; v Burgundiji so bile zelo drage in so morda bile eden od predmetov, s katerimi se je ukvarjal Arnolfini. Nadaljnji znaki razkošja so dodelane posteljne zavese in rezbarije na stolu in klopi ob zadnji steni (na desni strani, delno skrite ob postelji), prav tako majhna orientalska preproga na tleh ob postelji; veliko lastnikov tako dragih predmetov jih je postavilo na mize, kot to še vedno počnejo na Nizozemskem. Obstajalo je prijateljstvo med Giovannijem Arnolfinijem in Filipom Dobrim, ki je poslal svojega dvornega slikarja Jana van Eycka, da upodobi Arnolfinijev par. Povezava se je morda začela z naročilom tapiserije, vključno s podobami stolnice Notre Dame v zameno za dobro plačilo.
Pogled v ogledalu prikazuje dve sliki tik znotraj vrat, proti katerima sta para. Druga figura, oblečena v rdečo, je verjetno umetnik, čeprav v nasprotju z Velázquezom iz Las meninas ni videti, da bi slikal. Znanstveniki so to domnevo utemeljili na videzu figur, ki nosijo rdeče pokrivalo v nekaterih drugih delih Van Eycka (npr. Portret moža (avtoportret?) in lik v ozadju Madona kanclerja Rolina). Pes je zgodnja oblika pasme, ki je danes znana kot bruseljski grifon.
Slika je podpisana, napisana in datirana na steni nad ogledalom: Johannes de eyck fuit hic 1434 ('Jan van Eyck je bil tukaj 1434'). Napis je videti tako, kot bi bil na steni naslikan z velikimi črkami, kot je bilo v tem obdobju narejeno s pregovori in drugimi besednimi zvezami. Drugi preživeli podpisi van Eycka so naslikani v trompe l'oeil na lesenem okvirju njegovih slik, tako da se zdi, da so bili vrezani v les.

## Identiteta subjektov
V svoji knjigi, objavljeni leta 1857, sta Crowe in Cavalcaselle prva povezala dvojni portret z inventarjem Margarete Avstrijske v začetku 16. stoletja. Predlagala sta, da sta na sliki portreta Giovannija [di Arrigo] Arnolfinija in njegove žene. Štiri leta kasneje je James Weale objavil knjigo, v kateri se je strinjal s to analizo in Giovannijevo ženo opredelil kot Jeanne (ali Giovanno) Cenami. V naslednjem stoletju je večina umetnostnih zgodovinarjev sprejela, da je slika dvojni portret Giovannija di Arriga Arnolfinija in njegove žene Jeanne Cenami, vendar je bilo zaradi naključnega odkritja leta 1997 ugotovljeno, da sta bila poročena leta 1447, trinajst let po datumu na sliki in šest let po van Eyckovi smrti.
Zdaj se domneva, da je oseba Giovanni di Arrigo ali njegov bratranec Giovanni di Nicolao Arnolfini in žena enega od njiju. To je bodisi prva žena Giovannija di Arriga brez dokumentacije bodisi druga žena Giovannija di Nicolaa ali po nedavnem predlogu prva žena Giovannija di Nicolao Costanza Trenta, ki je morda umrla ob porodu do februarja 1433. V slednjem primeru bi bila slika delno nenavaden spominski portret, ki prikazuje eno živo in eno mrtvo osebo. Podrobnosti, kot so dušena sveča nad žensko, prizori po Kristusovi smrti na njeni strani okroglega kroga in črna obleka moškega, podpirajo to stališče. Tako Giovanni di Arrigo kot Giovanni di Nicolao Arnolfini sta bila italijanska trgovca, prvotno iz Lucce, ki pa sta v Bruggeu prebivala vsaj od leta 1419. Moški na tej sliki je predmet nadaljnega portreta van Eycka v Gemäldegalerie v Berlinu, kar vodi do ugibanj, da je bil umetnikov prijatelj.

## Interpretacija in simbolika

### Figure in poroka
Obstaja mnenje, da je par že poročen zaradi ženskega pokrivala. Po poročanju Margaret Carroll bi neporočena ženska imela spuščene lase. Postavitev obeh figur kaže na običajne poglede na zakonske in spolne vloge iz 15. stoletja - ženska stoji blizu postelje v sobi, kar simbolizira njeno vlogo hišne skrbnice in jo utrjuje v domači vlogi, medtem ko Giovanni stoji blizu odprtega okna, simbolično za njegovo vlogo v zunanjem svetu. Arnolfini gleda naravnost v gledalca; njegova žena poslušno gleda svojega moža. Njegova roka je navpično dvignjena, kar predstavlja njegov ukazovalni položaj avtoritete, medtem ko ima ona roko v nižji, vodoravni, bolj pokorni pozi. Toda njen pogled na moža mu lahko pokaže tudi enakopravnost, ker ne gleda navzdol v tla, kot bi to gledale ženske nižjega sloja. So del burgundskega dvornega življenja in v tem sistemu mu je enakovredna, ne pa podrejena.
Znanstveniki so razpravljali tudi o simboliki delovanja združenih rok. Mnogi na to gesto opozarjajo kot na namen slike. Gre za zakonsko pogodbo ali kaj drugega? Panofsky si gesto razlaga kot dejanje fides, v latinščini "zakonska prisega". Zastopanje zakoncev imenuje "qui desponsari videbantur per fidem", kar pomeni, "ki sta sklenila zakonsko zvezo z zakonsko prisego". Moški z levo drži žensko desno roko, kar je osnova za polemiko. Nekateri strokovnjaki, kot sta Jan Baptist Bedaux in Peter Schabacker, trdijo, da če ta slika prikazuje poročni obred, potem uporaba leve roke kaže na to, da je zakonska zveza morganatska in ne skrivna. Poroka naj bi bila morganatska, če se moški poroči z žensko neenakega ranga. Vendar so bili predmeti, za katere je večina strokovnjakov prvotno mislila, da bodo zastopani na tej sliki, Giovanni Arnolfini in Giovanna Cenami, v dvorskem sistemu enakega statusa in ranga, zato teorija ne bi veljala. Na nasprotni strani razprave so strokovnjaki, kot je Margaret Carroll. Predlaga, da slika prikazuje podobo pogodbe med že poročenim parom, ki daje ženi pooblastilo, da deluje v imenu svojega moža v poslovnih odnosih. Carroll identificirano Arnolfinijevo dvignjeno desno roko označuje kot potezo prisege, znano kot "fidem levare", in njegovo združevanje z ženo kot gesto soglasja, znano kot "fides manualis".
Čeprav mnogi gledalci domnevajo, da je žena noseča, naj ne bi bilo tako. Umetnostni zgodovinarji opozarjajo na številne slike deviških svetnic, podobno oblečenih in menijo, da je bil ta videz takrat moden za ženske obleke. Moda bi bila za Arnolfinija pomembna, še posebej, ker je bil trgovec s tkaninami. Čim več blaga je imela oseba, tem bolj bogata se je domnevalo, da je. Še en znak, da ženska ni noseča, je, da je Giovanna Cenami (identifikacija ženske po mnenju večine zgodnejših strokovnjakov) umrla brez otrok, prav tako Costanza Trenta (možna identifikacija po nedavnih arhivskih dokazih); ali hipotetično neuspešna nosečnost bi ostala zabeležena na portretu, je vprašljiva, čeprav, če je to res Constanza Trenta, kot je predlagal Koster, in je umrla med porodom, potem posredno sklicevanje na nosečnost dobi moč. Še več, lepotni ideal, ki ga vsebujejo sodobni ženski portreti in oblačila, temelji predvsem na visoki oceni sposobnosti žensk, da rodijo otroke. Harbison trdi, da je njena gesta zgolj pokazatelj izjemne želje para, ki se kaže po plodnosti in potomstvu.
Na postelji je vklesan lik kot zaključek, verjetno svete Marjete, zavetnice nosečnosti in poroda, ki je bila poklicana, da pomaga porodnicam in zdravi neplodnost ali morda predstavlja sveto Marto, zavetnico gospodinj. S postelje visi krtača, simbolična za domače dolžnosti. Poleg tega čopič in kroglice iz kamnitih kristalov (priljubljeno zaročno darilo bodočega ženina), ki se pojavijo skupaj na obeh straneh ogledala, lahko aludirajo tudi na dvojne krščanske odredbe ora et labora ('moli in delaj'). Po mnenju Jana Baptista Bedauxa bi metla lahko simbolizirala tudi pregovorno čistost; 'pometa nečistoče'. 

### Ogledalo
Majhni medaljoni, postavljeni v okvir konveksnega ogledala na zadnji strani sobe, prikazujejo drobne prizore iz Jezusovega pasijona in lahko predstavljajo božjo obljubo odrešenja za figure, ki se odražajo na konveksni površini ogledala. V nadaljevanju teorije spomina so na ženini strani vsi prizori Jezusove smrti in vstajenja. Tisti na moževi strani skrbijo za Jezusovo življenje. Samo ogledalo lahko predstavlja božje oko, ki upošteva zaobljube poroke. Brezmadežno ogledalo je bilo tudi uveljavljen simbol Marije, ki se je nanašalo na brezmadežno spočetje in čistost Svete Device. Ogledalo odraža dve figuri na vratih, od katerih je eden morda slikar sam. V kontroverznem pogledu Panofskyja so prikazane figure, ki dokazujejo, da sta bili prisotni dve priči, potrebni za sklenitev poroke, podpis Van Eycka na steni pa je nekakšna dejanska dokumentacija dogodka, na katerem je bil sam prisoten.

### Drugi predmeti
Mali pes simbolizira zvestobo (fido), predanost ali pa ga lahko razumemo kot simbol poželenja, ki pomeni željo para po otroku. V nasprotju s parom pazi na pogled gledalca. Pes bi lahko bil tudi preprosto naročen pes, darilo moža ženi. Številne premožne ženske na dvoru so imele pse za spremstvo. Tako lahko pes odraža bogastvo para in njun položaj v dvornem življenju. Na sliki je pes griffon terier ali pa bi lahko bil bolonjski pes.
Zelena ženska obleka simbolizira upanje, morda upanje, da bo postala mati. Tudi svetlo zelena barva kaže na bogastvo para; barvanje tkanin je bilo težko in zato drago. Njeno belo pokrivalo bi lahko pomenilo čistost, verjetno pa pomeni, da je poročena. Za parom so odprte zavese zakonske postelje; rdeče zavese lahko nakazujejo na fizično ljubezensko razmerje med zakoncema.
Posamezna sveča v levem sprednjem nosilcu šestkrakega lestenca je verjetno sveča, ki se uporablja v tradicionalnih flamskih zakonskih običajih. Prižgana pri polni dnevni svetlobi, tako kot svetilka v cerkvi, lahko sveča aludira na prisotnost Svetega Duha ali vedno prisotno Božje oko. Margaret Koster tudi trdi, da je slika spominski portret, saj je ena prižgana sveča na Giovannijevi strani v nasprotju z zgorelo svečo, katere voščeni drobec je ravno viden na strani njegove žene, kar vzbuja skupno literarno metaforo: on živi, ona je mrtva.
Češnje, prisotne na drevesu pred oknom, lahko simbolizirajo ljubezen. Pomaranče, ki ležijo na okenski polici in skrinji, lahko simbolizirajo čistost in nedolžnost, ki sta vladala v rajskem vrtu pred padcem človeka. Na Nizozemskem so bile redke in so bile znak bogastva, v Italiji pa so bile simbol plodnosti v zakonu. Sadje bi lahko bilo preprosto znak bogastva para, saj je bila pomaranča zelo drag uvoz. Lahko je tudi znak plodnosti.
Januarja 2018 je bila ženska obleka predmet programa BBC Four A Stitch in Time z modno zgodovinarko Amber Butchart.

## Izvor
Izvor slike se začne leta 1434, ko jo je datiral van Eyck in je bila verjetno v lasti portretirancev. Nekje pred letom 1516 je prišla v posest don Diega de Guevare (umrl v Bruslju 1520), španskega kariernega dvornika Habsburžanov (sam je bil predmet lepega portreta Michaela Sittowa v Narodni galeriji umetnosti). Večino svojega življenja je živel na Nizozemskem, Arnolfinijeve pa je morda poznal v poznejših letih.
Do leta 1516 je portret podaril Margareti Avstrijski, nizozemski habsburški regentki, ko se prikaže kot prvi predmet v inventarju njenih slik, narejen v njeni prisotnosti v Mechelenu. V postavki piše (v francoščini): »velika slika, ki se imenuje Hernoul le Fin z ženo v sobi, ki jo je Madame podaril Don Diego, čigar roke so na naslovnici omenjene slike; naredil slikar Johannes Opomba na robu pravi: »Za zaklepanje je treba postaviti ključavnico: kar je Madame ukazala«. V inventarju Mechelena iz leta 1523–4 je podan podoben opis, čeprav je tokrat ime predmeta pod imenom »Arnoult Fin«.
Leta 1530 je sliko podedovala Margaretina nečakinja Marija Madžarska, ki je leta 1556 odšla živeti v Španijo. Jasno je opisano v popisu, ki je bil narejen po njeni smrti leta 1558, ko ga je podedoval Filip II. Španski. Slika dveh njegovih majhnih hčera, Infantas Isabella Clara Eugenia in Catalina Micaela iz Španije  (Prado), ki jo je naročil Filip, jasno kopira položaj slik. Leta 1599 jo je nemški obiskovalec videl v palači Alcazar v Madridu. Zdaj so bili na okvirju naslikani Ovidovi verzi: »Glej, da obljubljaš: kakšna škoda je v obljubah? V obljubah je lahko vsak bogat«. Zelo verjetno je, da je Velázquez poznal sliko, ki je morda vplivala na njegov Las meninas, ki prikazuje sobo v isti palači. Leta 1700 se je slika po smrti Karla II. pojavila v inventarju z zaklopom in Ovidovimi verzi.
Slika je preživela požar v Alcazarju, ki je uničil del španske kraljeve zbirke in je bila do leta 1794 preseljena v "Palacio Nuevo", sedanjo kraljevo palačo v Madridu. Leta 1816 je bila slika v Londonu pri škotskem vojaku polkovniku Jamesu Hayu. Trdil je, da je slika, potem ko je bil v preteklem letu hudo ranjen v bitki pri Waterlooju, visela v sobi, kjer je v Bruslju okreval. Zaljubil se je vanjo in lastnika prepričal k prodaji. Za resnična dejstva je bolj pomembno, da je Hay navzoč v bitki pri Vitoriji (1813) v Španiji, kjer so velike kočije, ki jih je kralj Joseph Bonaparte naložil z lahko prenosljivimi umetniškimi deli iz kraljevih zbirk, najprej oplenile britanske čete, preden so ostalo poveljniki izterjali in vrnili v Španijo.
Hay je sliko ponudil princu regentu, kasneje Juriju IV. Angleškem, preko sira Thomasa Lawrencea. Princ jo je dve leti imel v Carlton Housu, preden jo je nazadnje vrnil leta 1818. Okoli leta 1828 jo je Hay dal prijatelju, da jo je pazil, naslednjih trinajst let pa je ni videl ali prijatelja, dokler ni poskrbel da je bila vključena na javno razstavo leta 1841. Naslednje leto (1842) jo je kupila Narodna galerija v Londonu za 600 funtov kot inventarna številka 186, kjer je še vedno. Takrat so krila izginila skupaj z originalnim okvirjem.